# 森山大輔
森山大輔（1971年9月11日—）是日本男性漫畫家、插畫家。高知縣宿毛市出身。日本電子專門學校畢業。
出道初期曾以森山犬的筆名擔任過一些日本電腦軟體十八禁遊戲的角色原畫設定，之後從事漫畫家的工作，主要作品有《摩登大法師》。除此之外，近來亦有短篇漫畫集，並於日本漫畫雜誌發表連載作品《救世之繭》該作品連載完後，與ヨコオタロウ攜手連載《願君勿死》，已完結。2022年2月開始，在《月刊Comic電擊大王》擔任《TYPE-MOON》作品《Fate/stay night [Unlimited Blade Works]》漫畫作畫。

## 作品列表

### 漫畫
- 摩登大法師（クロノクルセイド）全8卷。中文版由台灣東立發行。（月刊Comic Dragon→月刊Dragon Age）
- 森山大輔短篇集 睡蓮（Dragon Comic）全1卷
  - （月刊Comic Dragon）
  - （月刊電擊Comic Gao!）
  - マザーズガーディアン（月刊電擊Comic Gao!）
- 救世之繭（ワールドエンブリオ）全13卷（YOUNG KING OURs）
- （新漫畫日本史 39號）
- 妄想奇行 Adolescence Avatar（妄想奇行 Adolescence Avatar）全1卷（電擊大王GENESIS）
- （電擊Comics NEXT）全1卷
  - （月刊Comic電擊大王）
  - （電擊G's Comic）
  - （季刊GELATIN 2009 春）
  - （月刊Champion RED ）
- （Young King）
- 願君勿死（君死ニタマフ事ナカレ）（月刊BIG GANGAN、原作：ヨコオタロウ，2015 - 2020年）
- Mourning Bride（少年Magazine EDGE、隔月連載中）
- Fate/stay night [Unlimited Blade Works]（月刊Comic電擊大王、原作：TYPE-MOON 漫画：森山大輔、2022年2月号 - ）

### 小說插畫
- （18禁、森山犬名義）
- （18禁、森山犬名義）

### 桌上RPG插畫
- ガープス・リング★ドリーム

### 遊戲
- （18禁、森山犬名義）
- （18禁、森山犬名義）
- （18禁、森山犬名義）
- Fate/Grand Order（一部角色設計）

### 個人畫集
- MINE（18禁、森山犬名義）
- CHRONICLE（2012年4月27日）

### 其它
- GAINAX官方網站・首頁插圖（王立宇宙軍～歐尼亞米斯之翼～、2008年8月22日刊載）
- 初音未來Song插畫（MIKU-Pack02　2013年 07月號）

## 關聯項目
- 井上淳哉 - 同人圈「STUDIOひせくった」でともに活動していた

## 外部連結
- 森山大輔 DaisukeMoriyama的X（前Twitter）
- 森山大輔的pixiv

1. ↑  本人頭像亦是一隻狗